# Hammarby IF
Hammarby IF, offiziell Hammarby idrottsförening (Deutsch: Hammarby Sportvereinigung), umgangssprachlich Bajen (früher Hammarbaj), ist ein schwedischer Sportverein aus Stockholm.
Er wurde 1889 als Hammarby Roddförening (Deutsch: Rudervereinigung) gegründet, änderte jedoch schon acht Jahre später den Namen, da man mehr Sportarten als Rudern betrieb. Die erfolgreichsten Sportarten des Vereins sind Handball, Bandy, Eishockey, Fußball und Speedway.

## Eishockey
Die Eishockeyabteilung von Hammarby wurde 1921 gegründet und ging 2008 in Insolvenz. Hammarby wurde achtmal schwedischer Meister im Eishockey (1932, 1933, 1936, 1937, 1942, 1943, 1945 und 1951). Die Heimspiele fanden normalerweise in der Arena Hovet statt. Bis zur Insolvenz spielte die Mannschaft in der zweitklassigen HockeyAllsvenskan. Seit 2010 besteht wieder eine Eishockeyabteilung, die sich zwischenzeitlich (2013 bis 2021) bis in die drittklassige Hockeyettan emporgespielt hatte und seither wieder viertklassig ist (Hockeytvåan).

## Bandy
Die Bandyabteilung wurde schon 1905 gegründet. Der Verein war Gründungsmitglied der Bandyallsvenskan, welche am 6. Januar 1931 startete. Seitdem spielte der Verein stets in der höchsten oder in der zweithöchsten Spielklasse. Dabei konnte der Verein an acht Meisterschaftsfinalspielen teilnehmen (zuletzt 2010) und wurde dabei 2010 schwedischer Meister. Außerdem konnte Hammarby IF Bandy dreimal den Bandy World Cup (Ljusdal World Cup) gewinnen: 1999, 2001 und 2009.

## Handball
Hammarbys Herren-Mannschaft spielt im Handball in der höchsten schwedischen Liga, der Handbollsligan (früher Elitserien). Im Team spielte unter anderem der Rekordnationalspieler Staffan Olsson, der heute als Trainer tätig ist. In der Saison 2005/06 gewann die Mannschaft zum ersten Mal den schwedischen Meistertitel. Ein Jahr später (2006/07) verteidigte Hammarby erfolgreich den Meistertitel. In der Saison 2007/08 konnte sich Hammarby den Titel dann zum dritten Mal sichern.

## Fußball
Die Fußballabteilung wurde 1915 gegründet. Im selben Jahr schloss sich Klara BK, drei Jahre später (1918) Johanneshovs IF dem Verein an. Er gehörte mit zu den Gründungsmitgliedern der Allsvenskan, stieg jedoch schon nach der ersten Saison ab. In der Folge befand sich die Mannschaft in niederen Ligen und war in den 1950er und 1960er Jahren eine Fahrstuhlmannschaft.
Erst in den 1970er und 1980er Jahren konnte Hammarby IF eine längere Zeit in der Allsvenskan verbleiben und schaffte 1982 die Vizemeisterschaft hinter IFK Göteborg. In der Saison 1985/86 gelang dem Verein im UEFA-Pokal nach Erfolgen gegen den bulgarischen Vertreter Pirin Blagoewgrad und den FC St. Mirren der Einzug in das Achtelfinale. Dort musste man sich jedoch nach einem 2:1-Heimerfolg im Rückspiel knapp mit 1:3 gegen den 1. FC Köln geschlagen geben und schied aus. Nachdem die Mannschaft sich auch in den Folgejahren in der Liga vorne platzieren konnte, ging es ab 1986 bergab und 1988 wurde der Klub Tabellenletzter und stieg ab. Zwar gelang der sofortige Wiederaufstieg, im Oberhaus sprang jedoch wiederum nur der Platz am Tabellenende heraus. Ab 1994 spielte die Mannschaft wieder erstklassig, 1995 erfolgte der erneute Abstieg.
Nachdem 1998 erneut der Aufstieg gelungen war, gehörte Hammarby IF einige Zeit zu den besten Mannschaften, wovon auch die schwedische Meisterschaft von 2001 und die Vizemeisterschaft zwei Jahre später zeugen. 2009 stieg das Team allerdings erneut in die Superettan ab. Im Jahr 2015 schaffte der Verein wieder die Rückkehr in die Allsvenskan.
Mit der Verpflichtung von Stefan Billborn als neuem Trainer ab 2018 begann eine erfolgreiche Phase. Nach einem 4. Platz 2018, erreichte das Team in der Saison 2019 mit dem 3. Platz die Qualifikation für die UEFA Europa League und damit nach über zehn Jahren die Rückkehr auf die internationale Bühne. Im Jahr 2021 konnte der Klub den erstmaligen Gewinn des Schwedischen Pokals feiern.
Seit 2013 spielt der Verein gemeinsam mit dem Stadtrivalen Djurgården in der neuen 3Arena auf Kunstrasen, mit schließbarem Dach und 30.000 Plätzen.
Vereinshymne ist Just idag är jag stark (dt.: „Gerade heute bin ich stark“) von Kenneth „Kenta“ Gustafsson.

### Erfolge
- Schwedische Meisterschaft:
  - Meister: 2001
  - Vizemeister: 1922, 1982, 2003, 2024
- Schwedischer Pokal:
  - Sieger: 2021
  - Finalist: 1977, 1983, 2010

### Europapokalbilanz
| Saison  | Wettbewerb                    | Runde                  | Gegner              | Gesamt          | Hin     | Rück          |
| ------- | ----------------------------- | ---------------------- | ------------------- | --------------- | ------- | ------------- |
| 1983/84 | Europapokal der Pokalsieger   | 1. Runde               | KF Tirana           | 5:2             | 4:0 (H) | 1:2 (A)       |
| 1983/84 | Europapokal der Pokalsieger   | 2. Runde               | Haka Valkeakoski    | 2:3             | 1:1 (H) | 1:2 n. V. (A) |
| 1985/86 | UEFA-Pokal                    | 1. Runde               | Pirin Blagoewgrad   | 7:1             | 3:1 (A) | 4:0 (H)       |
| 1985/86 | UEFA-Pokal                    | 2. Runde               | FC St. Mirren       | 5:4             | 3:3 (H) | 2:1 (A)       |
| 1985/86 | UEFA-Pokal                    | 3. Runde               | 1. FC Köln          | 3:4             | 2:1 (H) | 1:3 (A)       |
| 1999    | UEFA Intertoto Cup            | 2. Runde               | FK Homel            | 6:2             | 4:0 (H) | 2:2 (A)       |
| 1999    | UEFA Intertoto Cup            | 3. Runde               | SC Heerenveen       | 0:4             | 0:2 (A) | 0:2 (H)       |
| 2002/03 | UEFA Champions League         | 2. Qualifikationsrunde | FK Partizan Belgrad | 1:5             | 1:1 (H) | 0:4 (A)       |
| 2004/05 | UEFA-Pokal                    | 2. Qualifikationsrunde | ÍA Akranes          | 4:1             | 2:0 (H) | 2:1 (A)       |
| 2004/05 | UEFA-Pokal                    | 1. Runde               | FC Villarreal       | 1:5             | 1:2 (H) | 0:3 (A)       |
| 2007    | UEFA Intertoto Cup            | 1. Runde               | KÍ Klaksvík         | 3:1             | 1:0 (H) | 2:1 (A)       |
| 2007    | UEFA Intertoto Cup            | 2. Runde               | Cork City           | 2:1             | 1:1 (A) | 1:0 (H)       |
| 2007    | UEFA Intertoto Cup            | 3. Runde               | FC Utrecht          | (a)1:1(a)       | 0:0 (H) | 1:1 (A)       |
| 2007/08 | UEFA-Pokal                    | 2. Qualifikationsrunde | Fredrikstad FK      | 3:2             | 2:1 (H) | 1:1 (A)       |
| 2007/08 | UEFA-Pokal                    | 1. Runde               | Sporting Braga      | 2:5             | 2:1 (H) | 0:4 (A)       |
| 2020/21 | UEFA Europa League            | 1. Qualifikationsrunde | Puskás Akadémia FC  | 3:0             | 3:0 (H) | 3:0 (H)       |
| 2020/21 | UEFA Europa League            | 2. Qualifikationsrunde | Lech Posen          | 0:3             | 0:3 (H) | 0:3 (H)       |
| 2021/22 | UEFA Europa Conference League | 1. Qualifikationsrunde | NK Maribor          | 4:1             | 3:1 (H) | 1:0 (A)       |
| 2021/22 | UEFA Europa Conference League | 3. Qualifikationsrunde | FK Čukarički        | 6:4             | 1:3 (A) | 5:1 (H)       |
| 2021/22 | UEFA Europa Conference League | Play-offs              | FC Basel            | 4:4 (3:4 i. E.) | 1:3 (A) | 3:1 n. V. (H) |
| 2023/24 | UEFA Europa Conference League | 2. Qualifikationsrunde | FC Twente Enschede  | 1:2             | 0:1 (A) | 1:1 n. V. (H) |
| 2025/26 | UEFA Conference League        | 2. Qualifikationsrunde | Sporting Charleroi  | 2:1             | 0:0 (H) | 2:1 n. V. (A) |
| 2025/26 | UEFA Conference League        | 3. Qualifikationsrunde | Rosenborg Trondheim | 0:1             | 0:0 (A) | 0:1 (H)       |

Legende: (H) – Heimspiel, (A) – Auswärtsspiel, (N) – neutraler Platz, (a) – Auswärtstorregel, (i. E.) – im Elfmeterschießen, (n. V.) – nach Verlängerung
| Wettbewerb                    | T  | Sp | S  | U  | N  | T+ | T− |
| ----------------------------- | -- | -- | -- | -- | -- | -- | -- |
| UEFA Champions League         | 01 | 02 | 0  | 01 | 01 | 01 | 05 |
| Europapokal der Pokalsieger   | 01 | 04 | 01 | 01 | 02 | 07 | 05 |
| UEFA-Pokal / Europa League    | 04 | 16 | 09 | 02 | 05 | 28 | 25 |
| UEFA Europa Conference League | 03 | 12 | 05 | 03 | 04 | 17 | 13 |
| UEFA Intertoto Cup            | 02 | 10 | 04 | 04 | 02 | 12 | 09 |
| Gesamt                        | 11 | 44 | 19 | 11 | 14 | 65 | 57 |

Legende: (T) – Teilnahmen, (Sp) – Spiele (Anzahl), (S) – Siege, (U) – Unentschieden, (N) – Niederlagen, (T+) – gesch. Tore, (T−) – erhalt. Tore

Stand: 14. August 2025

### Bekannte Spieler (Auswahl)
- Lennart „Nacka“ Skoglund (1946–1950, 1964–1967)
- Kenta Ohlsson (1966–1983)
- Ronnie Hellström (1966–1974)
- Muamer Tanković (2017–2020)

### Trainer (Auswahl)
- Bengt Gustavsson (1979–1981)
- Kenta Ohlsson (1989–1992)
- Anders Linderoth (2002–2006)
- Jesper Blomqvist (2010)
- Gregg Berhalter (2012–2013)
- Nanne Bergstrand (2014–2016)
- Stefan Billborn (2018–2021)
- Marti Cifuentes (2022–2023[3])
- Kim Hellberg (2024–)

### Kader 2025
- Stand: 8. Juni 2025[4]

| Nr. |          | Position | Name                      |
| --- | -------- | -------- | ------------------------- |
| 1   | Suriname | TW       | Warner Hahn               |
| 2   | Schweden | AB       | Hampus Skoglund           |
| 3   | Danemark | AB       | Frederik Winther          |
| 4   | Schweden | AB       | Victor Eriksson           |
| 5   | Schweden | MF       | Tesfaldet Tekie           |
| 6   | Schweden | AB       | Pavle Vagić               |
| 7   | Schweden | ST       | Paulos Abraham            |
| 8   | Schweden | MF       | Markus Karlsson           |
| 9   | Schweden | ST       | Jusef Erabi               |
| 11  | Schweden | MF       | Oscar Johansson Schellhas |
| 13  | Schweden | AB       | Jonathan Karlsson         |
| 14  | Schweden | MF       | Dennis Collander          |
| 15  | Schweden | MF       | Adrian Lahdo              |
| 16  | Albanien | MF       | Gent Elezaj               |

| Nr. |                | Position | Name                       |
| --- | -------------- | -------- | -------------------------- |
| 17  | Guinea-a       | AB       | Ibrahima Fofana            |
| 18  | Tunesien       | ST       | Sebastian Tounetki         |
| 19  | Suriname       | AB       | Shaquille Pinas            |
| 20  | Schweden       | MF       | Nahir Besara ()            |
| 21  | Schweden       | AB       | Simon Strand               |
| 22  | Schweden       | MF       | Jacob Ortmark              |
| 23  | Schweden       | ST       | Abdelrahman Boudah         |
| 25  | Schweden       | TW       | Elton Fischerström Opancar |
| 26  | Irak           | ST       | Montader Madjed            |
| 27  | Schweden       | TW       | Felix Jakobsson            |
| 29  | Elfenbeinküste | ST       | Elohim Kaboré              |
| 32  | Ghana          | ST       | Bernard Acheampong         |
| 34  | Schweden       | MF       | Wilson Lindberg Uhrström   |

### Fans
Die Fanszene von Hammarby gehört zu den größten und aktivsten des Landes. Seit Jahren hat Hammarby den höchsten Zuschauerschnitt der Liga. Führende Ultra-Gruppierung sind die „Ultra Boys“.

### Freundschaften
Gute Kontakte gibt es unter anderem zu einzelnen Fangruppen des SK Rapid Wien, Panathinaikos Athen und außerdem existiert eine offizielle Fanfreundschaft mit Alemannia Aachen.

### Rivalitäten
Eine besonders leidenschaftliche Rivalität herrscht zwischen Bajen und dem ebenfalls in Stockholm beheimateten Djurgården, insbesondere seitdem man sich mit jenem das Stadion teilt. Außerdem herrscht eine Rivalität zwischen Hammarby IF und AIK aus dem Vorort Solna.

## Frauenfußball
Die erste Frauenfußball-Mannschaft von Hammarby IF gehörte jahrelang der Damallsvenskan, der höchsten schwedischen Spielklasse, an, stieg jedoch 2011 ab. Nach einigen Auf- und Abstiegen spielt man seit 2021 wieder in der Damallsvenskan. Größter Erfolg war der Gewinn der schwedischen Meisterschaft 1985, der 2023 wiederholt werden konnte. Außerdem gelang 1994, 1995, 2023 und 2025 der Gewinn des schwedischen Pokals.